# Premios Satellite
Los Premios Satellite son unos galardones de cine, televisión y nuevos medios creados en 1996, siendo la primera gala el 15 de enero de 1997, y entregados anualmente por la International Press Academy (IPA). 
Originalmente y hasta 2003, los premios recibían el nombre de: Golden Satellite Awards.
Las entregas de premios se llevan a cabo cada año en el InterContinental Hotel en Century City, Los Ángeles (California, Estados Unidos).

## Categorías

### Cine
- Mejor Actor - Drama
- Mejor Actriz - Drama
- Mejor Actor - Musical o Comedia
- Mejor Actriz - Musical o Comedia
- Mejor Actor de Reparto - Drama
- Mejor Actriz de Reparto - Drama
- Mejor Actor de Reparto - Musical o Comedia
- Mejor Actriz de Reparto - Musical o Comedia
- Mejor película o corto animado
- Mejor dirección de arte y diseño de producción
- Mejor reparto (2004-presente)
- Mejor fotografía
- Mejor diseño de vestuario
- Mejor director
- Mejor documental
- Mejor edición
- Mejor película dramática
- Mejor película musical o comedia
- Mejor película extranjera
- Mejor banda sonora
- Mejor canción original
- Mejor guion adaptado
- Mejor guion original
- Mejor sonido (1999-presente)
- Mejor efecto visual

### Televisión
- Mejor actor de serie dramática
- Mejor actor de serie de comedia o musical
- Mejor actor de miniserie o serie de televisión
- Mejor actriz de serie dramática
- Mejor actriz de serie de comedia o musical
- Mejor actriz de miniserie o película para televisión
- Mejor elenco (2005-presente)
- Mejor serie dramática de televisión
- Mejor serie de televisión de comedia
- Mejor miniserie o película para televisión (1996-1998)
- Mejor miniserie (1999-presente)
- Mejor película para televisión (1999-presente)
- Mejor actor de reparto de miniserie o serie de televisión (2001-presente)
- Mejor actriz de reparto de miniserie o serie de televisión (2001-presente)

### Nuevos medios
- Mejor juego de móvil
- Mejor juego de acción/aventura
- Mejor Blu-Ray/DVD
- Mejor Blu-Ray/DVD infantil

## Ceremonias
| Años |
| 1997 · 1998 · 1999 · 2000 · 2001 · 2002 · 2003 · 2004 · 2005 · 2006 · 2007 · 2008 · 2009 · 2010 · 2011 · 2012 · 2013 · 2014 · 2015 · 2016 · 2017 · 2018 · 2019 · 2020 · 2021 · 2022 · 2023 · |